# Finola (imię)
Finola, wersja pierwotna: Fionnghuala – imię żeńskie pochodzenia celtyckiego. Pochodzi z irlandzkiego: fionn "jasny" oraz gualainn "ramię". Występuje też w języku szkockim. Oznacza „białoramienna” - w sensie: piękna.
Odpowiedniki w innych językach: irl. Fionnghuala, Finnguala, Fionnuala, Fionola; szk. Fenella, Finella, Fionola.
Znane osoby noszące imię Finola to:
- Finola Hughes – angielska aktorka telewizyjna  i filmowa, mieszkająca w Stanach (ur. 1960)
- Finola Ó Siochrú – irlandzka artystka muzyczna

W znanej irlandzkiej legendzie "Dzieci Lira" - "Clann Lir" (ang.: "Children of Lir") jedyna córka Leara/Lira, jedna z czwórki rodzeństwa zamienionych przez zazdrosną ciotkę macochę w łabędzie.